# 救生氣墊

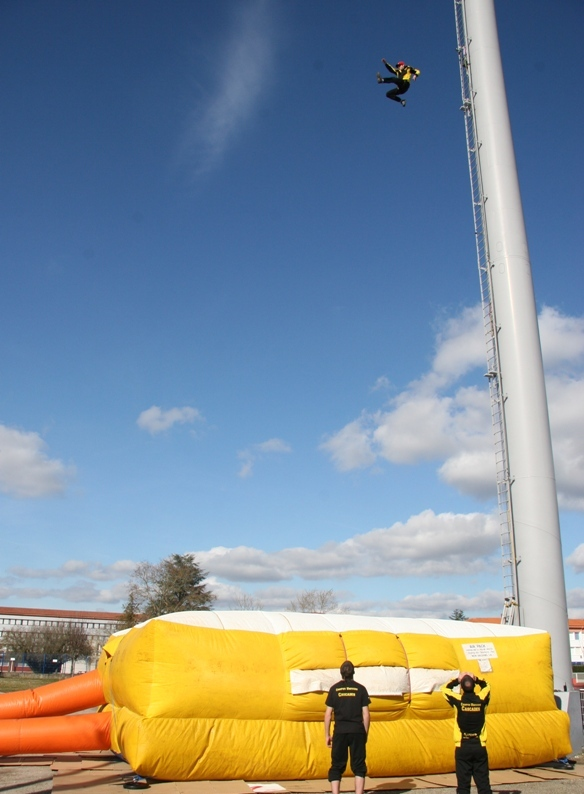
救生氣墊

救生氣墊是一種救生工具，當氣墊充氣後，便能形成一個巨大的氣囊，減緩人體從高處墮下時所承受的衝擊力，減少嚴重受傷的機會，從而提升墮下者的生存率。

## 簡要
救生氣墊一般使用堅韌的乙烯加固纖維製造，並利用電風扇持續為氣囊充氣，通常充氣一分鐘左右便可以發揮效用。救生氣墊一般由兩層組成，包括較厚的低壓上層氣墊，及較薄的緊急後備下層氣墊，這兩層氣墊由各自獨立的電風扇不斷吹入空氣，氣墊的外側有排氣口，可適量排走內部的空氣，防止氣墊過度膨脹而發生爆破，同時避免氣墊產生過大的彈力，導致墮落在氣墊上的人體因反彈而被拋落在地上受傷。救生氣墊有不同的大小，體積較小的救生氣墊能夠在較狹窄的位置部署，而較大型的救生氣墊則具有較強的承托力，能夠承接並吸收一個成年人在30米高，約十樓墮下的衝擊力。
救生氣墊作為一種消防設備，通常由特定的消防車攜帶，到達目的地後便可迅速移出車外，在需要部署的地方充氣，充氣用的電風扇所需的電力由消防車或流動發電機提供。除了在火警時可以承接從高處墮下的逃生者，也可在發生企圖跳樓自殺時，預備承接墮樓者。

## 外部鏈接
维基共享资源上的相關多媒體資源：救生氣墊